# Калининский (Нагайбакский район)
Калининский — посёлок в Нагайбакском районе Челябинской области России. Входит в состав Арсинского сельского поселения.

## История
Населённый пункт возник в 1963 г. как посёлок 5-го отделение совхоза «Остроленский».

## Население
| 2002 | 2010 |
| ---- | ---- |
| 238  | ↘184 |